# 塔拉帕拉 (亞馬孫省)
塔拉帕拉是哥倫比亞的城鎮，位於該國東南部，由亞馬孫省負責管轄，始建於1909年2月14日，面積1,443平方公里，海拔高度80米，2005年人口3,950，人口密度每平方公里2.74人。

## 外部連結
- （西班牙文） Government of Amazonas Department, Tarapacá[永久]